# 363 Padua
363 Padua è un asteroide della fascia principale del diametro medio di circa 97 km. Scoperto nel 1893, presenta un'orbita caratterizzata da un semiasse maggiore pari a 2,7461060 UA e da un'eccentricità di 0,0733215, inclinata di 5,95111° rispetto all'eclittica.
Il suo nome è dedicato alla città italiana di Padova.